# Universal Edition
Universal Edition (UE) è una casa editrice di musica classica. Fondata nel 1901 a Vienna, originariamente chiamata Universal Edition Actiengesellschaft, creata per fornire opere classiche e opere educative per il mercato austriaco. L'azienda si espanse per diventare presto una delle case editrici più importanti della musica moderna.

## Storia
Nel 1904, l'UE acquisì le opere della casa editrice Aibl, lo stesso per le opere di Richard Strauss e Max Reger, ma con l'arrivo di Emil Hertzka come CEO nel 1907 (che rimase tale fino alla sua morte nel 1932), cercò di acquisire opere di musica contemporanea. Con Hertzka, l'UE firmò contratti con un buon numero di importanti compositori, tra cui Béla Bartók e Frederick Delius nel 1908; Gustav Mahler e Arnold Schoenberg nel 1909 (La Sinfonia n. 8 è stata la prima opera musicale che l'UE pubblicò con il suo marchio); Anton Webern e Alexander von Zemlinsky nel 1910; Karol Szymanowski nel 1912, di Leoš Janáček e nel 1917. Grazie alla collaborazione con Schoenberg, pubblicò anche diverse opere di Alban Berg.
L'indirizzo della ditta per le avanguardie continuò dopo la seconda guerra mondiale, quando UE pubblicò opere di noti compositori, tra cui Luciano Berio, Pierre Boulez, Morton Feldman, Mauricio Kagel, György Kurtág, György Ligeti e Karlheinz Stockhausen.
L'UE pubblicò diverse edizioni storiche significative, tra cui l'opera completa di Claudio Monteverdi. In collaborazione con Schott, pubblicò la serie di Wiener Urtext Edition dal 1972. Originariamente composto da Johann Sebastian Bach e Brahms, la serie presto fu ampliata per includere altre opere, come ad esempio Ludus Tonalis di Paul Hindemith.
Attualmente è diretto da Johann Juranek, Astrid Koblanck e Stefan Ragg e conta circa 32.000 titoli pubblicati. Ha le sue filiali a Vienna, Londra e New York.